# Hoduciszki (gmina)
Gmina Hoduciszki (lit. Adutiškio seniūnija) – gmina w rejonie święciańskim okręgu wileńskiego na Litwie.